# Pinciná
Pinciná (węg. Pinc) – wieś (obec) na Słowacji położona w kraju bańskobystrzyckim, w powiecie Łuczeniec. Pierwsze wzmianki o miejscowości pochodzą z roku 1326. 
Według danych z dnia 31 grudnia 2012, wieś zamieszkiwały 254 osoby, w tym 131 kobiet i 123 mężczyzn.
W 2001 roku rozkład populacji względem narodowości i przynależności etnicznej wyglądał następująco:
- Słowacy – 50,58%
- Romowie – 0,77%
- Węgrzy – 48,26%

Ze względu na wyznawaną religię struktura mieszkańców kształtowała się w 2001 roku następująco:
- Katolicy rzymscy – 94,59%
- Ewangelicy – 1,93%
- Ateiści – 0,77%
- Nie podano – 2,7%